# 라 루스 FC
라 루스 푸트볼 클루브(스페인어: La Luz Fútbol Club)는 우루과이 몬테비데오의 아이레스 푸로스를 연고로 하는 축구 클럽이다. 이 팀은 1929년 4월 19일에 창단되었다. 현재는 우루과이 세군다 디비시온에 참가하고 있다.

## 선수 명단

### 현역
- 기예르모 파둘라(2023 ~ )